# Géographie des Samoa
Les Samoa sont situés dans l'océan Pacifique Sud, tout près de la ligne internationale de changement de date, à peu près aux trois cinquièmes du chemin reliant Hawaii et la Nouvelle-Zélande, dans une position presque centrale en Polynésie. Les îles de l'archipel à l'est du 171e degré de longitude ouest forment les Samoa américaines et celles à l'ouest le pays indépendant des Samoa (anciennement Samoa occidentales).

## Archipel
L'archipel des Samoa est formé principalement par deux grandes îles :
- Savai'i, 1 718 km2, la plus grande et la plus occidentale.
- Upolu, 1 125 km2, la plus peuplée : presque les trois quarts de la population y habitent et Apia, la capitale, est située sur sa côte nord. Elle est distante d'environ 10 km de Savai'i, dont elle est séparée par le détroit d'Apolima.

L'archipel comprend également huit petits îlots :
- Apolima et Manono sont situés entre Savai'i et Upolu, dans le détroit d'Apolima. Ce sont les seuls îlots habités de l'archipel. Nuulopa, inhabité, est également situé dans le détroit
- Fanuatapu, Namu'a, Nuutele, Nuulua et Nuusafee sont inhabités et situés à l'est d'Upolu.

## Géologie

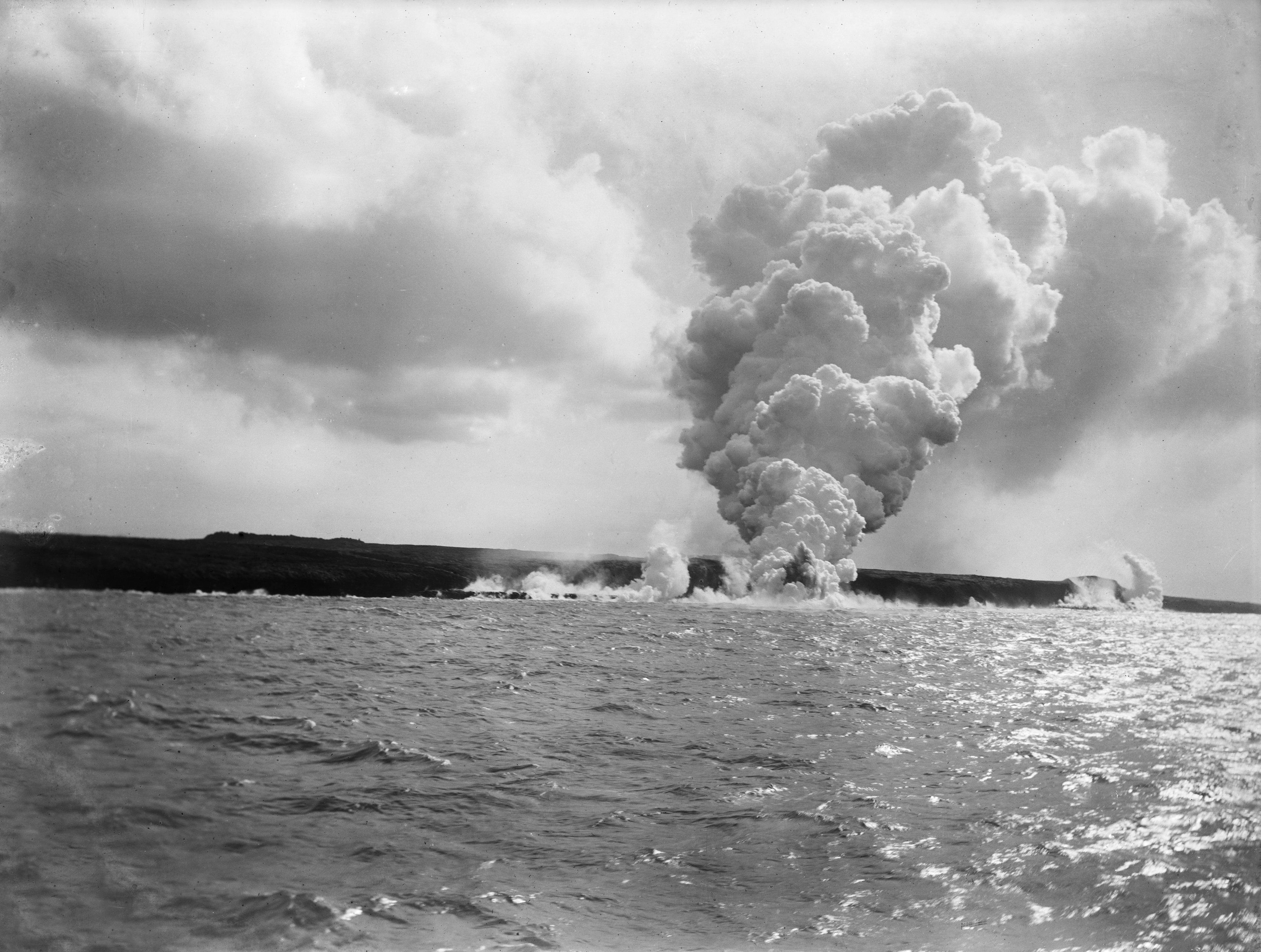
L'éruption volcanique de Matavanu sur l'île de Savai'i, 1905.

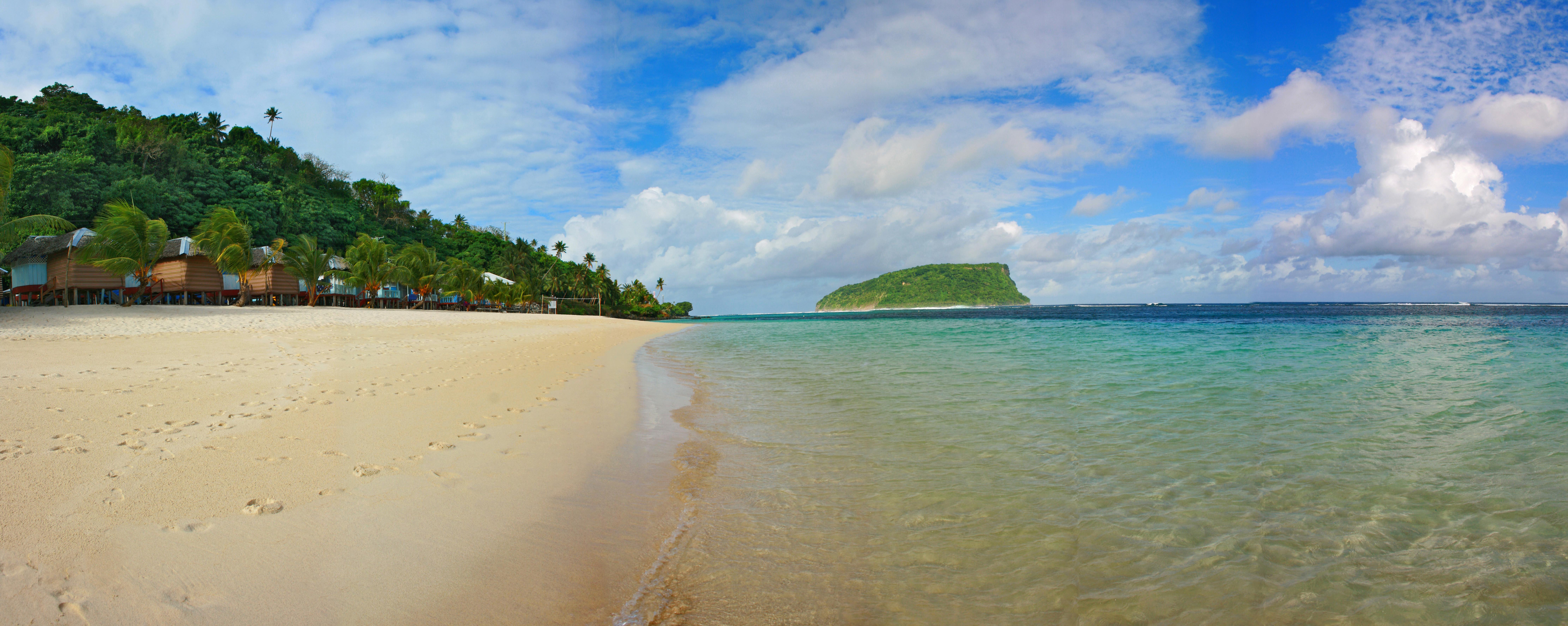
Plage sur Lalomanu et l'île de Nu'utele.

Autrefois appelé « archipel des Navigateurs », les îles formant les Samoa sont d'origine volcanique. Elles ont été créées pas des éruptions liées au point chaud des Samoa. Les volcans, à leur naissance sous-marins, grandissent jusqu'à atteindre la surface. Des récifs coralliens se forment alors sur leur pourtour. Certains volcans sont toujours actifs et la présence de coulées de lave rend plusieurs des îles de l'archipel inhabitables.
Les Samoa (occidentales) sont assez montagneuses et le sommet le plus élevé de l'archipel est le Mauga Silisili (1 858 m) sur l'île de Savai'i. Upolu atteint l'altitude de 1 113 m au mont Fito.

## Climat
Le climat de l'archipel est tropical avec une saison des pluies commençant en novembre et se terminant en avril.
Les cyclones tropicaux sont fréquents et dévastateurs pour l'agriculture des Samoa. C'est en grande partie pourquoi les Samoa, dont l'économie dépend majoritairement de l'agriculture, ont encore besoin de l'aide internationale.
La température moyenne annuelle est de 22 °C.

## Faune et flore
La faune des Samoa est assez restreinte, on n'y retrouve que peu d'animaux : serpents, lézards et oiseaux. La flore des Samoa est en revanche très riche, la forêt recouvrant les îles étant luxuriante. Plusieurs plantes et animaux des Samoa sont endémiques (on ne les retrouve nulle part ailleurs sur la planète). Il est donc de la responsabilité de l'État de les conserver. C'est pourquoi les Samoa se sont dotées de la [Faatotoe le Muli o le Ola] (stratégie de la biodiversité des Samoa).

## Données géographiques
- Coordonnées géographiques : 13° 35' Sud, 172° 20' Ouest
- Superficie :
  - Totale : 2 944 km2
  - Terre : 2 934 km2
  - Eaux : 10 km2
- Côtes : 403 km

## Galerie

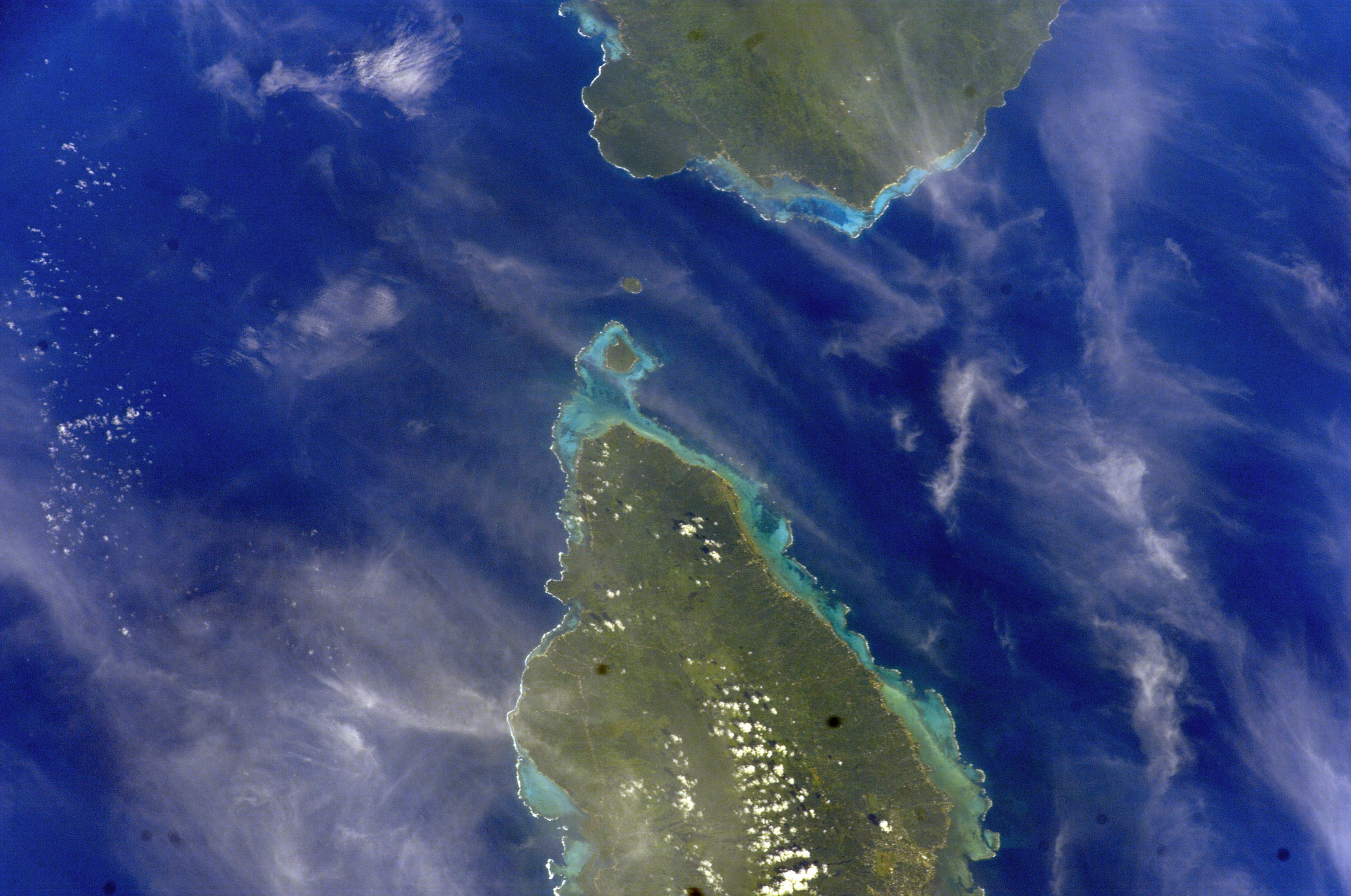
Vue satellite d'Upolu et Savai'i
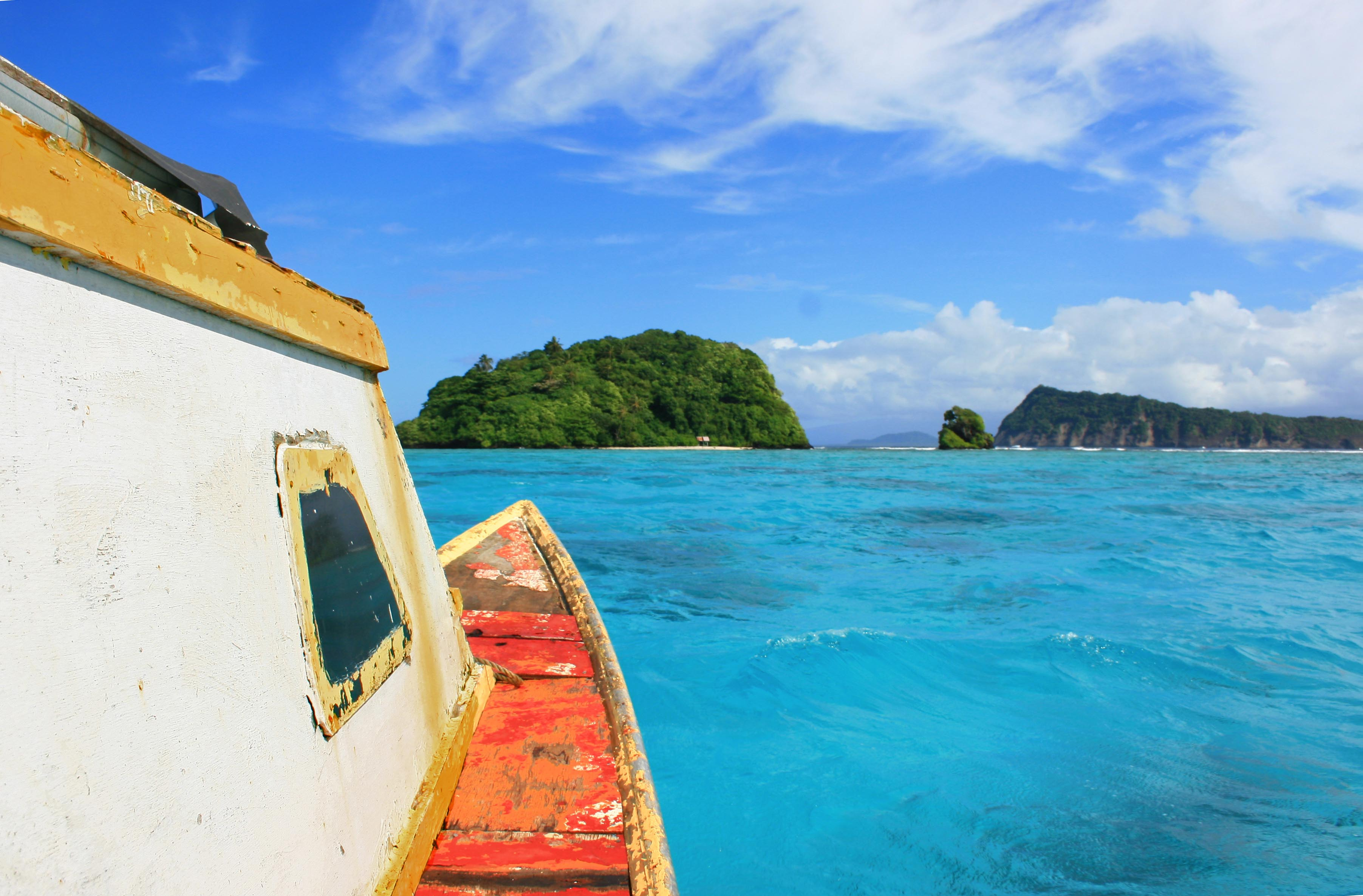
L'île de Nu'ulopa (à gauche) et l'île de Apolima (à droite)
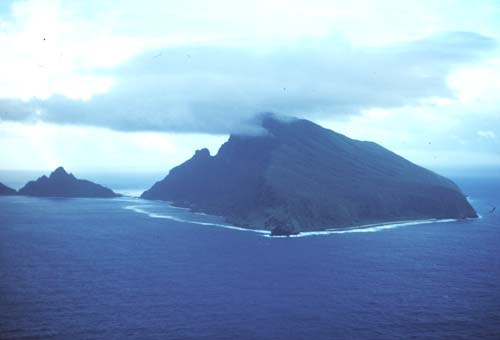
Ofu-Olosega
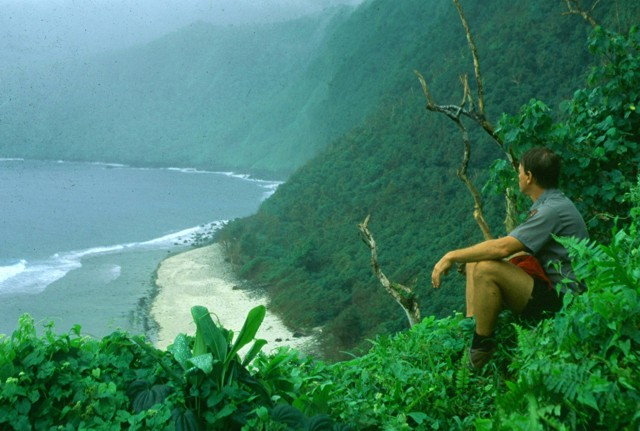
île de Tau
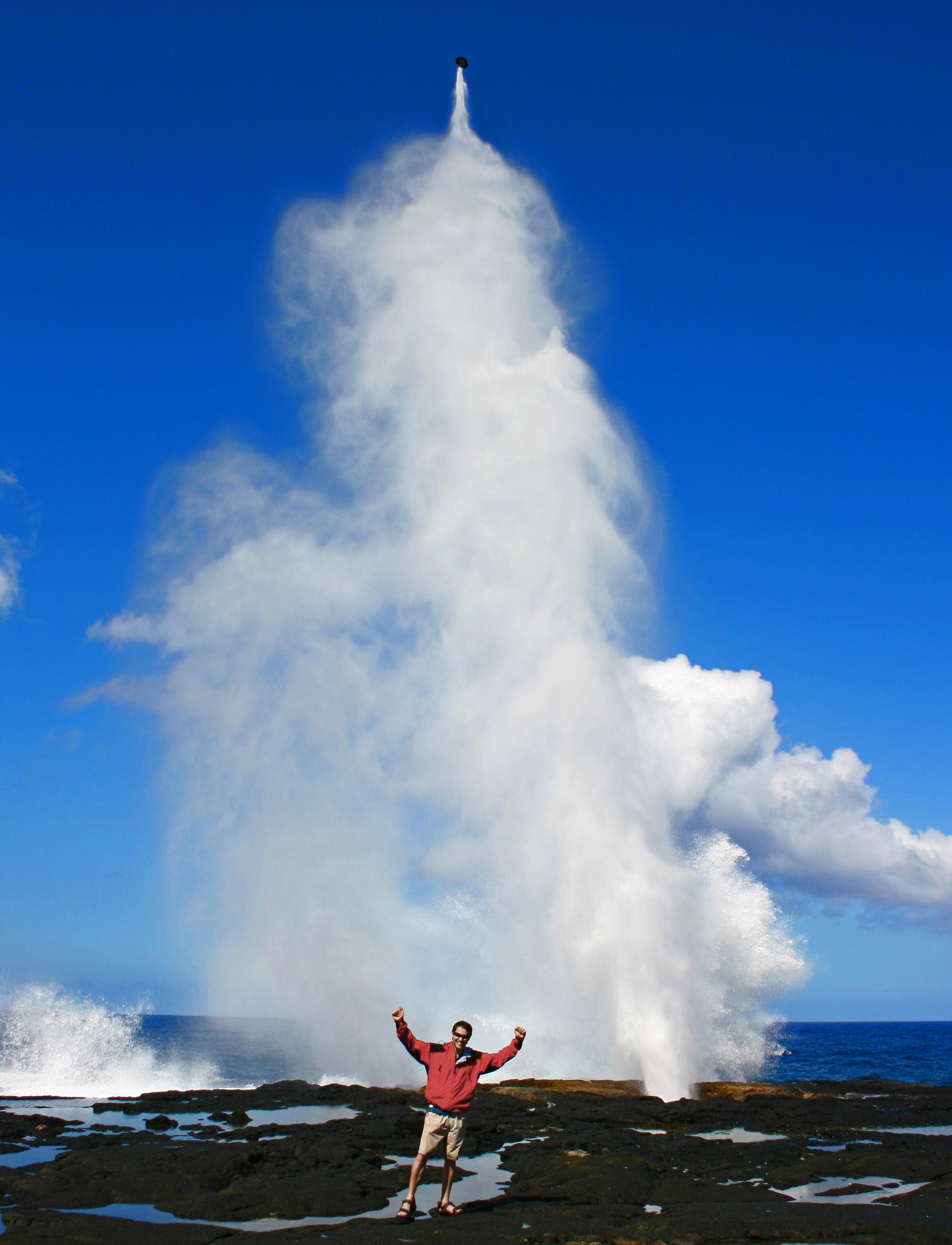
Savai'i

## Galerie: Voyage au Pôle Sud et dans l'Océanie sur les corvettes L'Astrolabe et La Zélée

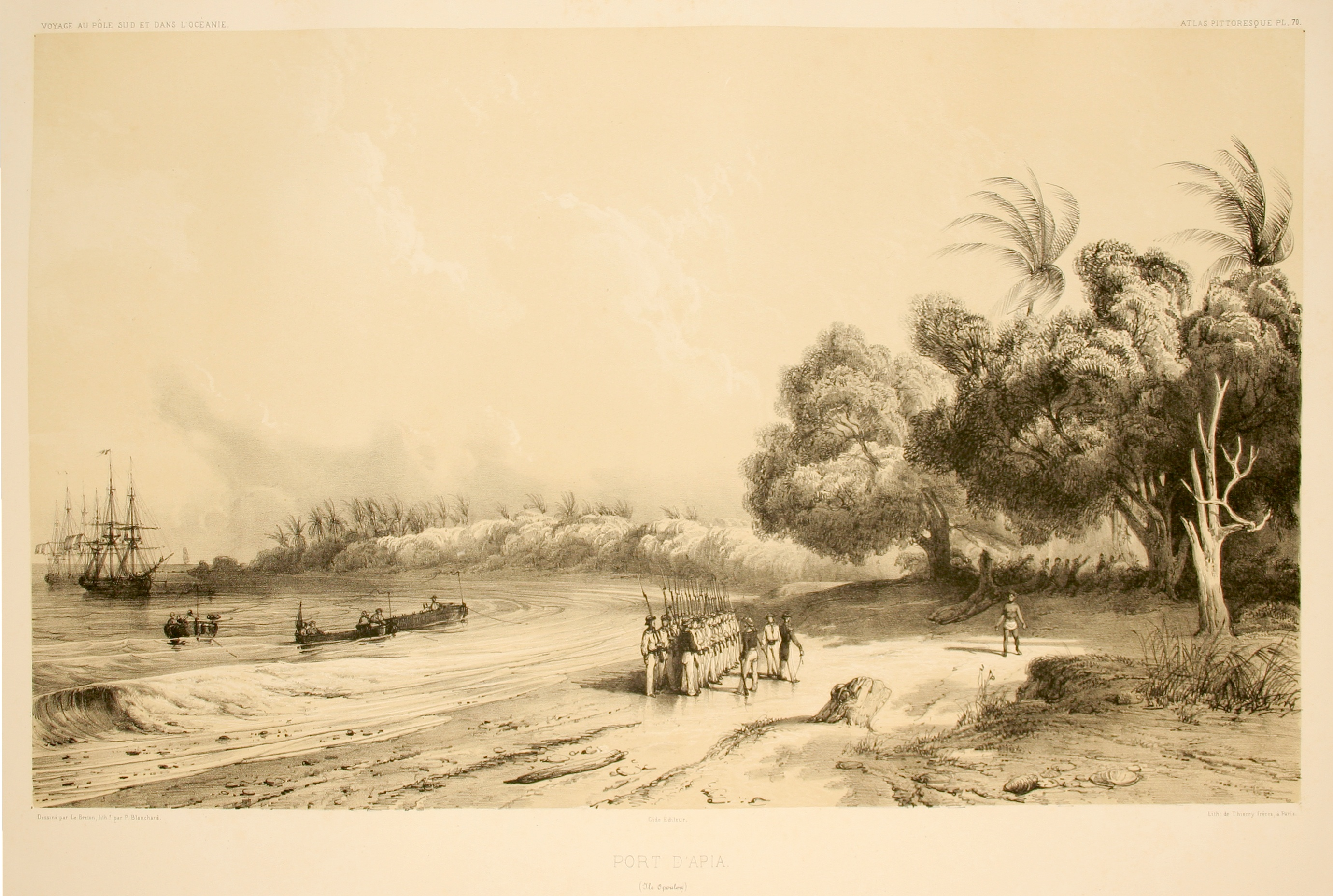
Port d'Apia, Jules Dumont d'Urville
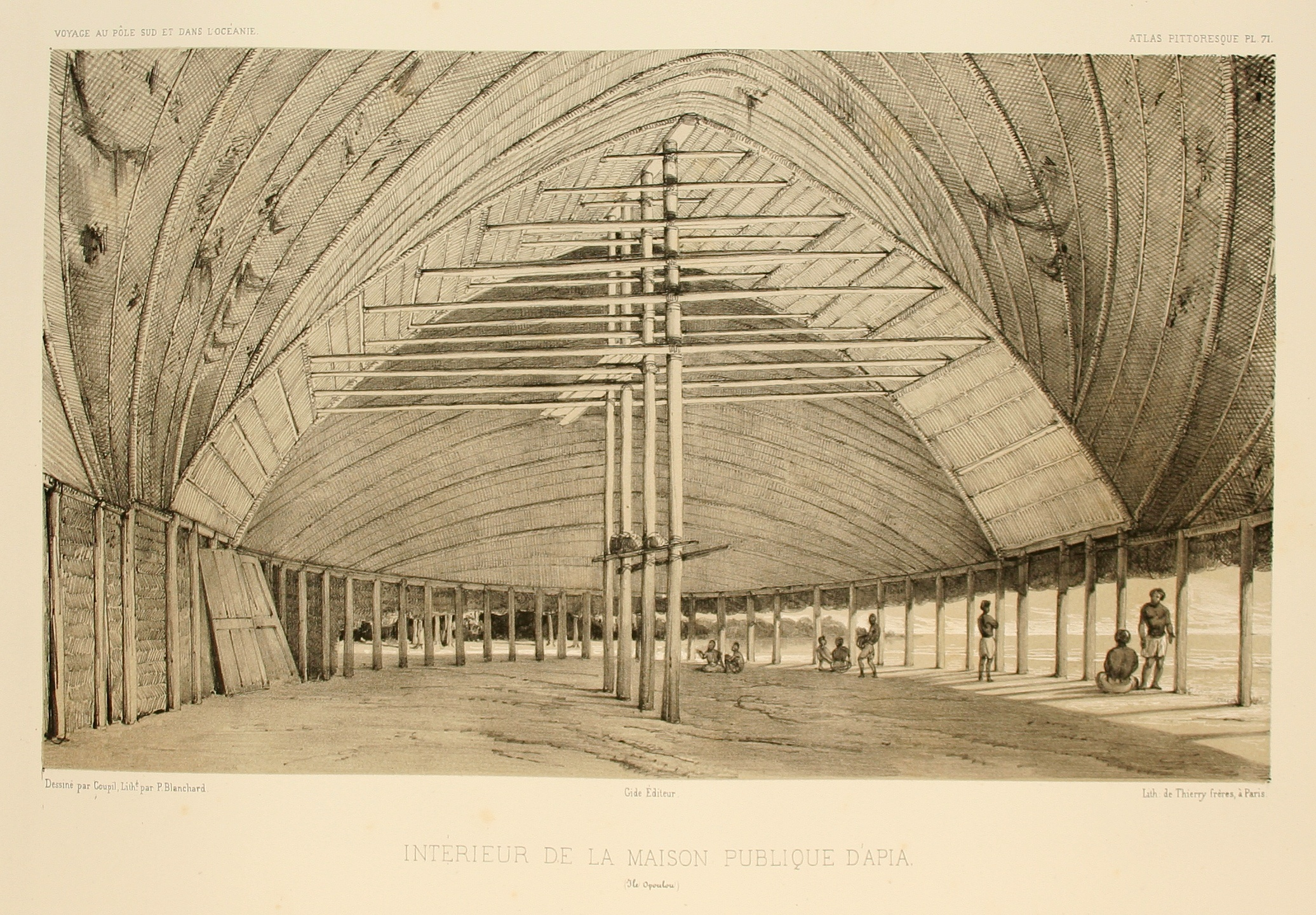
Intérieur de la Maison publique d'Apia, Ernest Goupil (1814-1841)
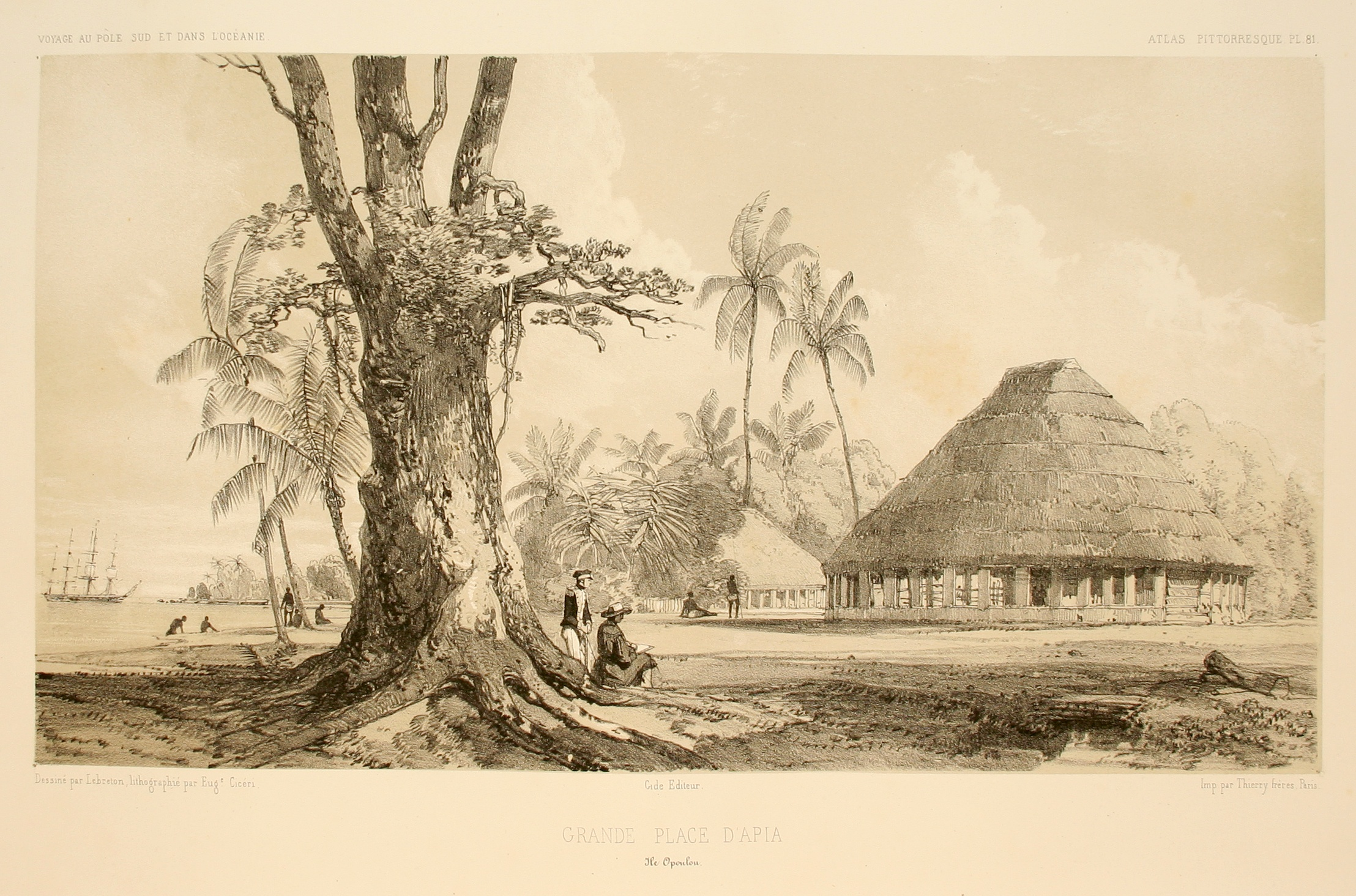
Maison publique d'Apia, L. Le Breton
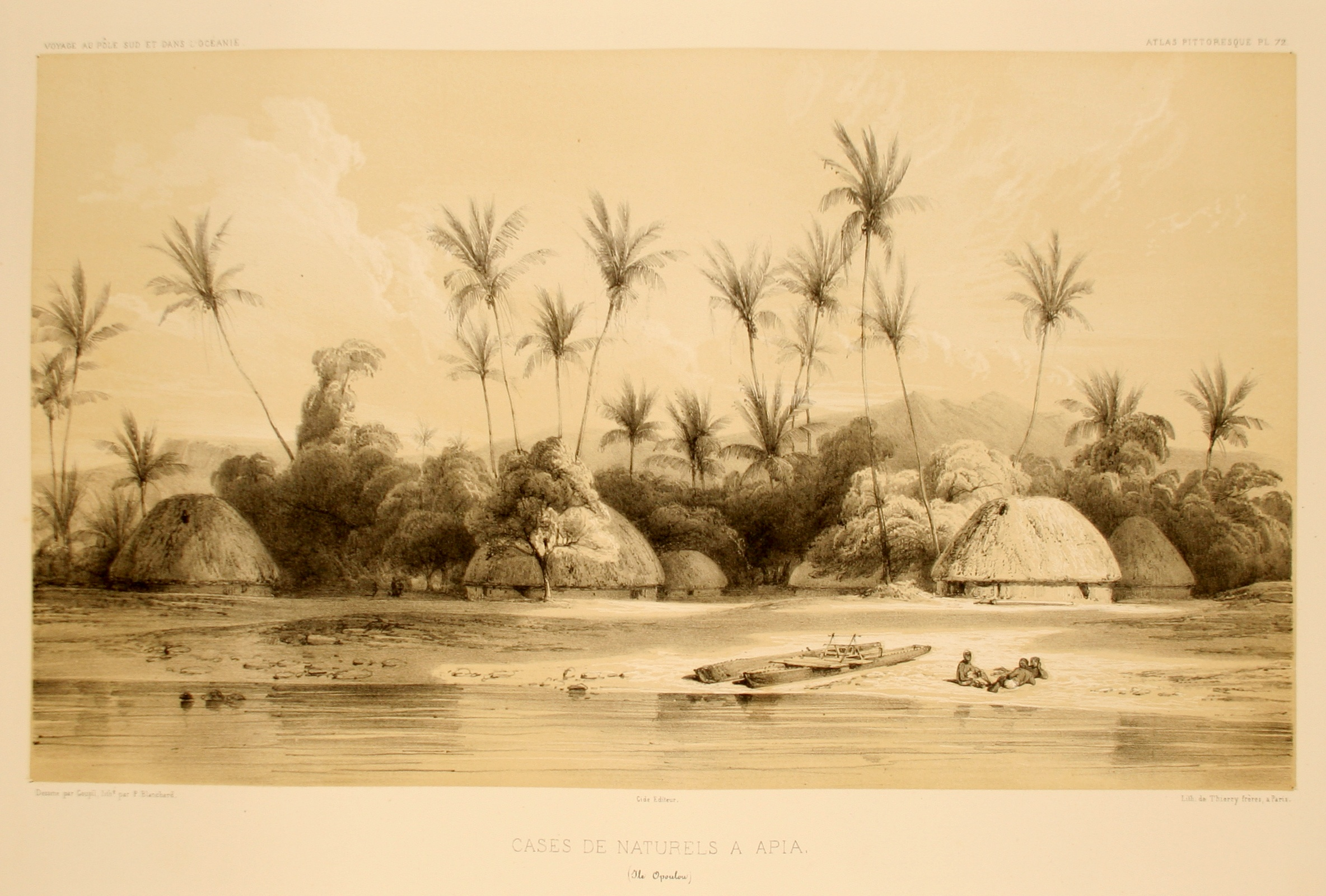
Cases sur le littoral, E. Goupil
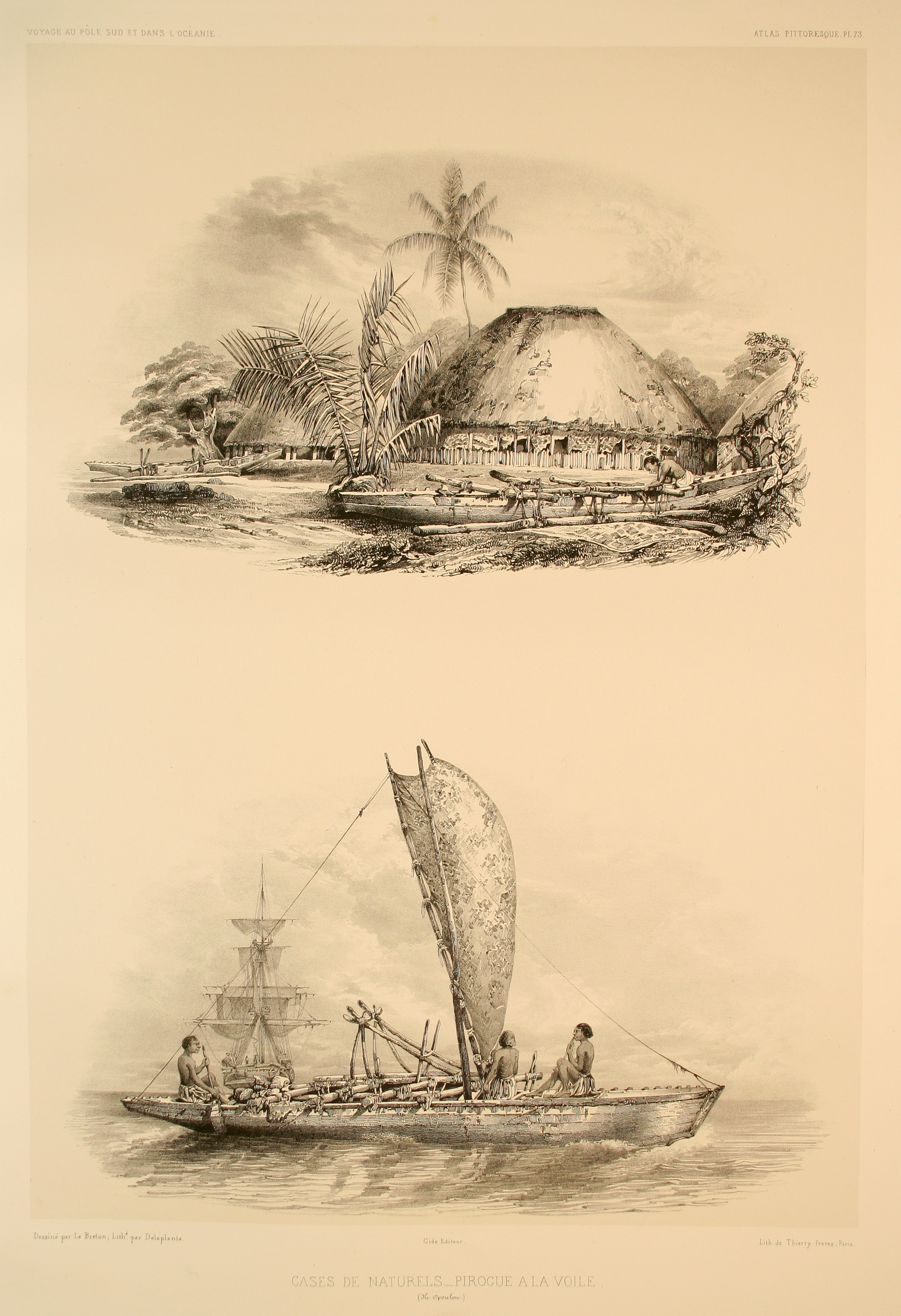
Pirogue, Louis Le Breton
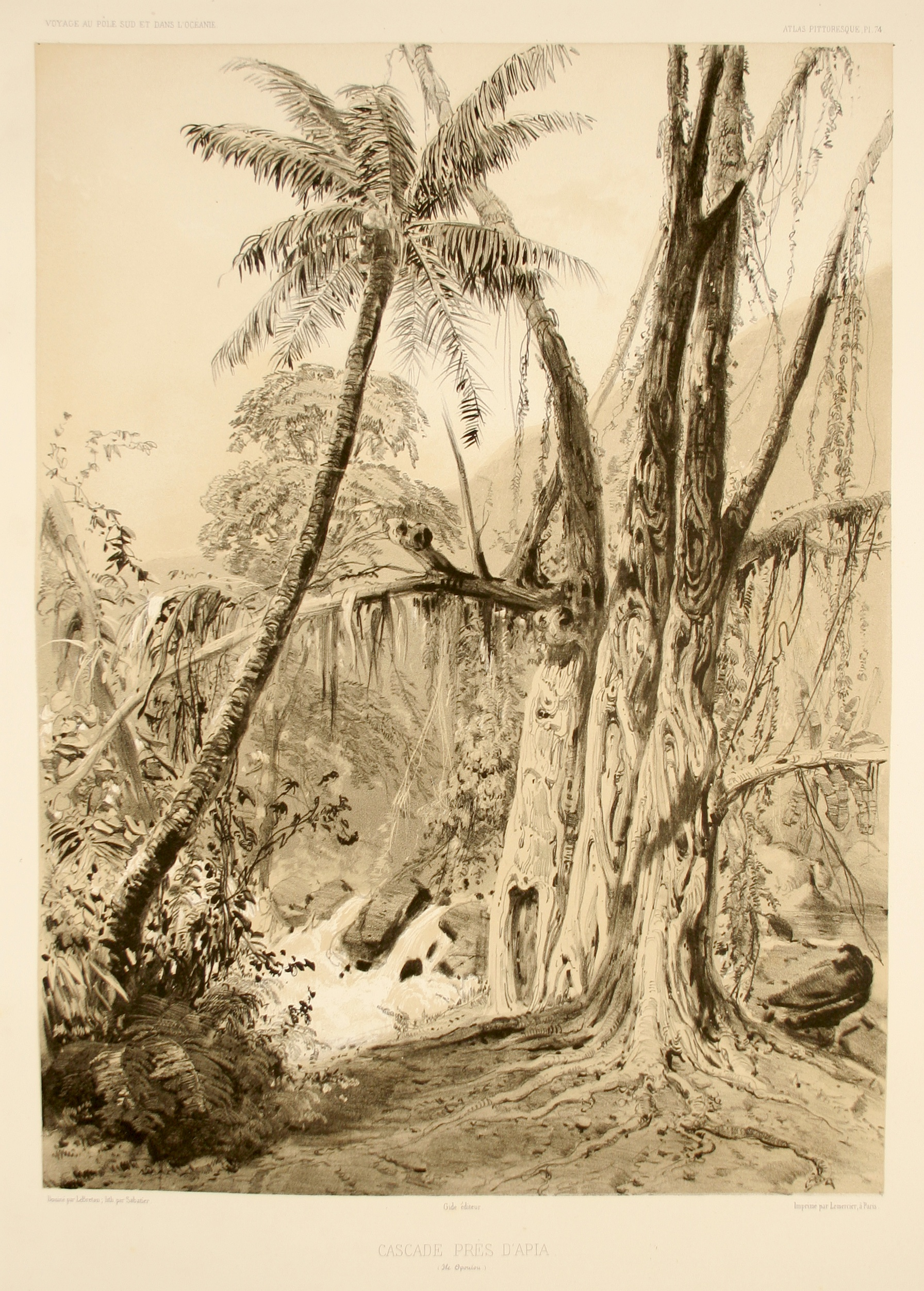
Cascade, L. Le Breton
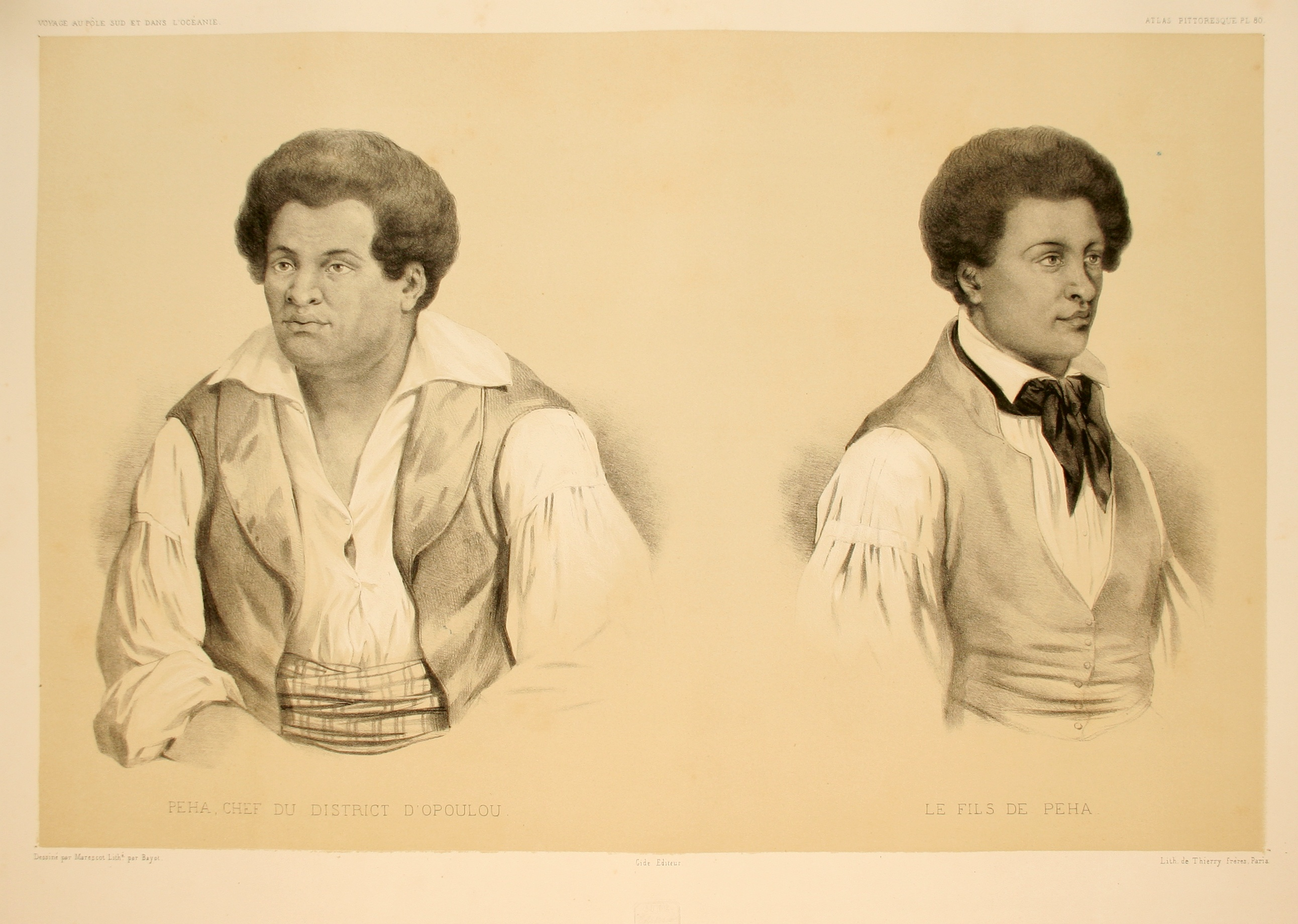
Peha, chef d'Apia et son fils, Marescot